# Diferença (álgebra relacional)

## Diferença:A−B{\displaystyle A-B}
É um operador da álgebra relacional e da teoria dos conjuntos matemáticos não comutativo cujo operandos (dois no total) devem ser união-compatíveis, ou seja, devem ter suas estruturas exatamente idênticas.
Sua definição formal é expressa por: {\displaystyle R-S=\{t:t\in R,\lnot t\in S\}}

Ilustração da operação diferença entre os conjuntos A e B

## Teoria de utilização
A utilização do operador diferença entre dois conjuntos distintos A e B onde os mesmos tenham estruturas totalmente compatíveis entre si, resultará em:
"Todas as linhas que existam em A mas não existam em B."
Observe que: {\displaystyle A-B} é diferente de {\displaystyle B-A}, pois a diferença é não comutativa.

## União-compatibilidade e não comutatividade

### União-compatibilidade
Assim como nos operadores união e intersecção, o operador diferença exige que as suas relações de entrada estejam compatibilizadas, para que então, possa ser possível o retorno de uma nova relação de saída.
Critérios para existência da união-compatibilidade em duas relações:
- Mesmo número de campos;
- Campos correspondentes ao mesmo domínio (o tipo do seu conteúdo, como por exemplo: inteiro, valor, texto, data, hora, etc.);

Exemplo de relações união-compatíveis:
| Nome     | Idade | Crédito_pessoal |
| -------- | ----- | --------------- |
| Jonathan | 21    | 1350,00         |
| Leticia  | 20    | 850,00          |
| João     | 62    | 5450,00         |

| Apelido | Acessos | Total_compras |
| ------- | ------- | ------------- |
| Zé      | 84      | 200,00        |
| Sara    | 1023    | 8850,00       |

### Não comutatividade
Ao contrário dos operadores união e intersecção, o operador diferença possui a característica de ser não comutativo.
A não comutatividade é a definição para operações de conjuntos onde a ordem de entrada afeta o resultado, ou em outras palavras, é uma operação onde "a ordem dos fatores altera o resultado".
Para maiores definições leia o artigo sobre a comutatividade...

## Exemplos de operação com conjuntos
| Nome  | Conta |
| ----- | ----- |
| João  | 1     |
| Maria | 2     |
| José  | 3     |

| Nome   | Empréstimo |
| ------ | ---------- |
| Paulo  | 100        |
| Maria  | 200        |
| Carlos | 300        |

| Nome |
| ---- |
| João |
| José |

| x | y | z |
| - | - | - |
| 1 | 1 | 1 |
| 1 | 2 | 2 |
| 2 | 2 | 3 |
| 3 | 1 | 1 |

| x | y | z |
| - | - | - |
| 1 | 1 | 1 |
| 1 | 2 | 1 |
| 3 | 1 | 1 |

| x | y | z |
| - | - | - |
| 1 | 2 | 2 |
| 2 | 2 | 3 |

## Exemplos em SQL
Dadas as seguintes relações:
| cpf         | nome     | codigo |
| ----------- | -------- | ------ |
| 12332112332 | Jonathan | 123    |
| 32165498712 | Leticia  | 212    |
| 09876543210 | Juçara   | 321    |

| cpf         | nome  | codigo | quarto |
| ----------- | ----- | ------ | ------ |
| 12332112332 | João  | 938    | 456    |
| 32165498712 | Maria | 059    | 234    |
| 09876543210 | José  | 549    | 234    |

Buscar o CPF e o nome das pessoas que são médicos mas não são pacientes:
```

Utilizando o operador diferença:

SELECT cpf, nome FROM medico 
MINUS
 SELECT cpf, nome FROM paciente;

Não utilizando o operador diferença:

SELECT cpf, nome FROM medico WHERE NOT EXISTS (SELECT cpf, nome FROM paciente WHERE cpf=medico.cpf AND nome=medico.nome);

```